# Przecław (województwo zachodniopomorskie)
Przecław (niem. Pritzlow) – osada w północno-zachodniej Polsce, położona w województwie zachodniopomorskim, w powiecie polickim, w gminie Kołbaskowo.
Miejscowość położona na Wzniesieniach Szczecińskich.
Obecnie na byłych terenach rolniczych w obszarze Przecławia rozwija się budownictwo mieszkaniowe (osiedle Zielone Pole), co w połączeniu z bliskością Szczecina powoduje liczne osiedlanie się tutaj osób zawodowo związanych z tym miastem.
Przy południowej części Przecławia przy linii kolejowej nr 409 znajduje się staw hodowlany.

## Transport
Na granicy Przecławia przebiega droga krajowa nr 13 na odcinku Szczecin – Kołbaskowo – Rosówek, która w pobliskim Kołbaskowie łączy się z autostradą A6 (Szczecin – Berlin).
Przecław połączony jest ze Szczecinem miejską linią autobusową.

### Obwodnica Przecławia i Warzymic
Zgodnie z Programem Budowy Dróg Krajowych na lata 2014–2023 przyjętym 8 września 2015 roku, na liście projektów do realizacji znalazła się obwodnica Przecławia i Warzymic. Ma być to droga dwujezdniowa klasy GP (główna ruchu przyspieszonego), biegnąca od ronda imienia Hermana Hakena w Szczecinie w kierunku południowo-zachodnim. W rejonie skrzyżowania drogi krajowej nr 13 z drogą do miejscowości Siadło Górne obwodnica wejdzie w korytarz istniejącej DK13. W tym miejscu będzie także zlokalizowane połączenie z planowaną zachodnią obwodnicą Szczecina. Następnie nowa trasa skręci na południe, łącząc się z autostradą A6 w nowym węźle Kołbaskowo, który ma być zlokalizowany około 1,2 km na wschód od przeznaczonego do likwidacji obecnego węzła Szczecin Zachód d. Kołbaskowo, wybudowanego w połowie lat 30. XX wieku.
12 października 2015 roku Generalna Dyrekcja Dróg Krajowych i Autostrad ogłosiła przetarg dla tej inwestycji w formule „zaprojektuj i wybuduj”. Przewidywano rozpoczęcie prac w terenie wiosną 2019 roku, a ich zakończenie w pierwszej połowie 2021 roku. Głównym wykonawcą budowy obwodnicy Przecławia i Warzymic wraz z nowym węzłem zintegrowanym Kołbaskowo została wybrana firma Energopol Szczecin S.A. (stosowne umowy zostały podpisane 9 marca 2018), która na początku lipca 2019 złożyła w szczecińskim sądzie rejonowym wniosek o ogłoszenie upadłości likwidacyjnej. Zdolność firmy do dokończenia mocno opóźnionych lub nawet jeszcze nie rozpoczętych kontraktów miała stać się przedmiotem pogłębionej analizy prawnej GDDKiA sama zaś firma zadeklarowała chęć kontynuacji prac. 26 września 2019 wojewoda zachodniopomorski wydał decyzję o zezwoleniu na realizację inwestycji z rygorem natychmiastowej wykonalności. Zakończenie realizacji inwestycji ma nastąpić w II kwartale 2021 roku. 14 października 2019 umowa z Energopolem została rozwiązana.

## Historia
Początki osadnictwa na tym terenie sięgają przełomu VI–VII wieku. Nazwa osady wywodzi się od kasztelana Przecława, który przybyć miał na te ziemie wraz z Mieszkiem I. On też miał założyć sąsiednie wsie służebne: Warzymice, Smolęcin i Karwowo.
Pierwsza wzmianka źródłowa pochodzi z 1240 roku i mówi o wzięciu przez księcia Barnima I Dobrego od biskupa kamieńskiego w lenno dziesięciny z dwudziestu gospodarstw. W roku 1243 książę Barnim I nadał najpierw część, a w roku 1277 całą wieś klasztorowi cysterek w Szczecinie. W roku 1291 miejscowy sołtys założył we wsi karczmę. Z tego samego roku pochodzi wzmianka o kościele, znajdującym się wówczas pod patronatem Jana Schele ze Szczecina, a przekazany mu przez klasztor cysterek w lenno.
Kolejne wzmianki pochodzą dopiero z XIX w., kiedy to majątkiem Przecław zarządzała rodzina Kraule, a później Kolbe. W zachodniej części miejscowości zachowały się fragmenty ówczesnej zabudowy folwarcznej, reszta uległa powolnej degradacji w latach powojennych.
W 1939 roku Przecław został włączony do Wielkiego Miasta Szczecina. 22 kwietnia 1945 Przecław został zajęty przez wojska 65 Armii Uderzeniowej 2 Frontu Białoruskiego. Wieś została szybko zaludniona polskim osiedleńcami. 
W latach 1946–1998 miejscowość położona była w województwie szczecińskim.

## Infrastruktura

Przecław w granicach Wielkiego Miasta Szczecin w czasie II wojny światowej

W Przecławiu znajduje się kościół rzymskokatolicki parafialny pw. Nawiedzenia NMP i urząd pocztowy.
W jednym z bloków mieszkalnych mieści się filia biblioteki gminnej, prowadząca działalność od 1980 roku. Filia posiada wypożyczalnię i kącik czytelniczy dla dzieci.
W północno-wschodniej części Przecławia zlokalizowana jest komunalna mechaniczno-biologiczna oczyszczalnia ścieków o wydajności 2400 m³/d. Ścieki oczyszczone odprowadzane są do rowu melioracyjnego, który w rejonie Kurowa uchodzi do Kanału Kurowskiego.
Przecław znajduje się w rewirze komisariatu policji w Mierzynie.

## Samorząd mieszkańców
Gmina Kołbaskowo utworzyła jednostkę pomocniczą – sołectwo „Przecław”. Jego teren obejmuje miejscowości Przecław i Smętowice. Ich mieszkańcy wyłaniają wspólnie na zebraniu wiejskim sołtysa. Działalność sołtysa wspomaga rada sołecka, która składa się minimum z 3 członków.

## Oświata
Historia Szkoły Podstawowej w Przecławiu zaczęła się 1 września 1995 roku, kiedy to oddano do użytku nowy budynek i powołano placówkę oświatową, zatrudniającą 13 pedagogów, w tym większość młodych stawiających pierwsze kroki w nauczycielskim zawodzie. Dyrektorem została Maria Palacz.
1 września 1999 powstało Publiczne Gimnazjum w Kołbaskowie, którym w latach 1999–2002 kierowała pani Maria Pawliszewska.
Następnie 1 września 2002 wraz z oddaniem do użytku nowego skrzydła budynku, powołano do życia Zespół Szkół, w skład którego weszły: Szkoła Podstawowa w Przecławiu i Publiczne Gimnazjum w Kołbaskowie. Pierwszym dyrektorem Zespołu Szkół była Urszula Pańka. Od 1 września 2004 do 31 sierpnia 2011 funkcję tę sprawowała Ewa Cydzik, a w roku szkolnym 2011/2012 Maria Pawliszewska i Edyta Majewska-Gargula. W roku szkolnym 2006/2007 Zespół Szkół zatrudniał łącznie 62 pedagogów i zapewniał edukację dla 673 uczniów.
W roku 2012 oddano do użytku nowy budynek szkolny, co pozwoliło decyzją Rady Gminy z 6 lutego 2012 roku na rozwiązanie Zespołu Szkół i powołanie dwóch odrębnych placówek – Szkoły Podstawowej i Publicznego Gimnazjum (które przeniosło się do nowego obiektu). Wykorzystując bazę szkoły stworzono również Punkt Przedszkolny. Od 1 września 2012 roku dyrektorem szkoły podstawowej jest Beata Bitel, zaś gimnazjum Edyta Majewska-Gargula.
W Przecławiu znajduje się pięć przedszkoli: przedszkole publiczne, punkt przedszkolny przy szkole podstawowej oraz prywatne Happy Kids, Wyspa Malucha, Nana.

## Sport

### Victoria 95
Swoją siedzibę ma tutaj Ludowy Klub Sportowy „Victoria 95” Przecław. Klub piłki nożnej powstał w 1995 roku i posiada barwy klubowe niebiesko-białe. W sezonie 2009/2010 zespół grał w IV lidze (grupie zachodniopomorskiej).
Klub rozgrywa mecze na stadionie o pojemności 1200 miejsc, z czego 200 siedzących. Boisko posiada murawę o wymiarach 102 × 72 m.

### Skatepark
14 kwietnia 2012 roku oddano do użytku skatepark o powierzchni o powierzchni 886,00 m², na którym Andergrand.pl zorganizował tego samego dnia pierwsze zawody skateboardowe. Obiekt został wybudowany przy wsparciu środków z Unii Europejskiej w ramach działania „Wdrażanie lokalnych strategii rozwoju” – operacja, która odpowiada warunkom przyznania pomocy w ramach działania „Odnowa i rozwój wsi” Program Rozwoju Obszarów Wiejskich na lata 2007–2013. Całkowity koszt wybudowania obiektu wyniósł 633 984,91 zł, z czego 396 550,00 zł to udział środków UE, 237 434,91 zł. to wkład własny z budżetu gminy.
Skatepark wyposażony jest w 9 przeszkód:
- Bold gurb 35/55
- Bold rail
- Curb 40
- Manualpad 35 w/curbs 40
- Central plaza part 60
- Kinked gurb 35
- Manualpad 25
- Flatrail 35
- Wallride 60

## Dawny kościół
Na terenie osady znajdował się kościół usytuowany w bezpośrednim sąsiedztwie przebiegającej przez osadę drogi. Była to świątynia salowa, orientowana, wzniesiona na planie prostokąta, bez wyodrębnionego prezbiterium i wieży zachodniej. Ściany wzniesiono z kwadr granitowych wiązanych zaprawą wapienną o grubości około jednego metra.
Fotografia archiwalna ukazuje dobrze zachowany pierwotny stan budowli. W elewacjach północnej i południowej osadzone były okna o ostrołukowych, rozglifionych na zewnątrz ościeżach w liczbie trzech lub czterech w każdej ze ścian. Przesłonięcie obiektu okalającym go murem nie pozwala stwierdzić czy w elewacji południowej (względnie północnej) znajdował się portal wejściowy. Na pewno istniało wejście zachodnie, do którego dostawiono w późniejszym okresie wieżę.
Najciekawszą jest elewacja wschodnia, w której znajdowały się prawdopodobnie trzy okna o znanym już ostrołukowym wykroju i rozglifionych ościeżach, tej samej wysokości. Odpowiadały im trzy smukłe blendy o ostrołukowych ościeżach umieszczone w szczycie w układzie piramidalnym.
Wieżę o planie kwadratu (5 × 5 m.) wtopiono częściowo w zachodnią elewację. Podzielona była gzymsem kordonowym na dwie wyraźne kondygnacje, kryte dachem namiotowym, przechodzącym następnie w ośmioboczną latarnię, zwieńczoną barokowym hełmem z iglicą, kulą i chorągiewką, na której figurowała data 1739 (data jej wzniesienia). Prawdopodobnie od zachodu znajdowało się wejście portalowe prowadzące do wnętrza świątyni. Zewnętrzne elewacje charakteryzowały się manierystycznym opracowaniem dolnych elewacji – wykrojem okien i obramieniem narożników.
Kościół został zniszczony podczas działań wojennych w 1945 roku, a później rozebrany. Obecnie jedynym śladem jego istnienia jest starodrzew okalający opustoszały plac kościelny z wyraźnym zarysem przebiegu muru, oraz kryjące się pod ziemią fundamenty.
Kościół posiadał nad wyraz bogate wyposażenie:
- ołtarz ambonowy z XVII wieku.
- rzeźbiony w drewnie anioł zawieszony nad chrzcielnicą.
- epitafium dla zmarłego w 1748 roku studenta prawa G.W. Zimmermanna.
- dwa lichtarze z prasowanej blachy mosiężnej o ośmiobocznej podstawie z 1696 roku.
- ośmioboczna, mosiężna misa chrzcielnicy z ornamentem roślinnym z 1690.
- XVI-wieczny kielich (pozłacane srebro), o gotyckim kształcie z sześcioboczną podstawą i nanitowanym krucyfiksem.
- puszka z pozłacanego srebra z 1725 roku[20].

Obecnie w centrum Przecławia znajduje się nowa, murowana świątynia zbudowana w latach 1992–1993 według projektu Walentego Zaborowskiego.